# Halecium reversum
Halecium reversum is een hydroïdpoliep uit de familie Haleciidae. De poliep komt uit het geslacht Halecium. Halecium reversum werd in 1901 voor het eerst wetenschappelijk beschreven door Nutting. 